# Tates heterocera
Tates heterocera är en stekelart som först beskrevs av Thomson 1895.  Tates heterocera ingår i släktet Tates och familjen bracksteklar. Arten är reproducerande i Sverige. Inga underarter finns listade i Catalogue of Life.